# Barbara Kellerman
Barbara Rose Kellerman, geborene Barbara Kellermann, (* 30. Dezember 1949 in Manchester, England) ist eine britische Schauspielerin.

## Leben
Barbara Kellermann war eine Tochter des Physikers Ernst Walter Kellermann (1915–2012) und der Lehrerin Marcelle Loebell (1919–2015), sie hatte zwei Brüder. Ihr Vater war deutscher Jude, der 1937 nach England geflohen war, ihre Mutter war in Frankreich Widerstandskämpferin. Ihre Eltern hatten sich nach Kriegsende in Paris kennengelernt. Kellermann wuchs in Manchester und Leeds, den Arbeitsorten ihres Vaters, auf. Sie anglisierte später ihren Familiennamen.
Kellerman war mit 20 Jahren erstmals als Schauspielerin aktiv und ist seitdem in zahlreichen Film- und Fernsehproduktionen der BBC und anderer Produzenten präsent, zuletzt im Jahr 2008. Ihr international bekanntester Auftritt erfolgte 1980 in dem Kriegs- und Abenteuerfilm Die Seewölfe kommen an der Seite von Roger Moore und zahlreichen weiteren älteren männlichen Stars.

## Filmografie (Auswahl)
- 1969: How We Used to Live (Fernsehserie)
- 1974: John Halifax, Gentleman (Miniserie)
- 1976: Teufelsbrut – Sklaven des Satans (Satan’s slave)
- 1979: Quatermass (Fernsehserie, vier Folgen)
- 1980: Die Seewölfe kommen (The Sea Wolves)
- 1981: Monster Club (The Monster Club)
- 2008: Isaac (Kurzfilm)